# Święty Franciszek (Piłatka)
Święty Franciszek – część wsi Piłatka w Polsce, położona w województwie mazowieckim, w powiecie radomskim, w gminie Iłża.
Wierni kościoła rzymskokatolickiego należą do parafii Wniebowzięcia Najświętszej Maryi Panny w Iłży.